# 1847 na música

## Nascimentos
| Data            | Nome              | Profissão   | Nacionalidade | Observações | Ref |
| --------------- | ----------------- | ----------- | ------------- | ----------- | --- |
| 15 de Fevereiro | Robert Fuchs      | compositor  | Áustria       | m. 1927     |     |
| 17 de Outubro   | Chiquinha Gonzaga | compositora | Brasil        | m. 1935     |     |

## Mortes
| Data          | Nome              | Profissão                    | Nacionalidade | Observações | Ref |
| ------------- | ----------------- | ---------------------------- | ------------- | ----------- | --- |
| 4 de Novembro | Felix Mendelssohn | compositor erudito romântico | Alemanha      | n. 1809     |     |